# Shunt porto-systémique congénital
Les shunts porto-systémiques congénitaux (SPSC) sont des malformations vasculaires rares qui se forment entre la veine porte ou un de ses vaisseaux afférents et la veine cave. Cette malformation est un conduit anormal qui dérive une partie du sang provenant des intestins directement vers le cœur. Le sang intestinal — riche en nutriments et en toxines — ne passe pas par le foie et n'est donc plus filtré intégralement. Les toxines et les nutriments vont, en s'accumulant, engendrer des complications multiples et parfois sévères qui peuvent toucher le système cardiovasculaire, neurophysiologique, gastro-intestinal, urinaire et endocrinien.
Contrairement aux shunts porto-systémiques acquis, qui se développent secondairement à une hypertension portale, les SPSC sont le résultat d'une malformation vasculaire qui survient lors du développement embryonnaire. Leur prévalence est de l'ordre de 1:30 000 naissances.

## Physiopathologie
L'anatomie normale du corps humain ne dispense pas de passage direct entre le système de la veine porte (dit « réseau splanchnique ») et le système veineux cave (dit « réseau systémique »). Le sang arrive au foie de l'artère hépatique (provenant de l’aorte apportant au foie du sang riche en oxygène) et de la veine porte (qui amène au foie du sang riche en nutriments mais pauvre en oxygène) et passe par un réseau des capillaires avant d'être évacué par les veines sus-hépatiques, qui se jettent dans la veine cave inférieure, qui elle-même, retourne le sang au cœur. Ce circuit sanguin permet au foie de s'assurer ses divers rôles physiologiques.
La survenue d'un SPSC, qui contourne ce circuit sanguin, en mettant en œuvre un passage direct entre le réseau splanchnique et les réseaux systémiques, entraîne une diminution, voire une disparition complète dans les cas les plus graves, de la proportion du sang d'origine digestive qui passe par le foie lors du premier passage hépatique. La partie du sang filtré par le foie est donc réduit, moins de sang riche en toxines est filtré, et une accumulation des toxines dans le circuit sanguin systémique (dans l’ordre: cœur droit, vaisseaux pulmonaires, cœur gauche et artères systémiques dont cérébrales) survient.

## Manifestation clinique
Les conséquences observées peuvent se manifester sur différents systèmes :
- au niveau du foie : la cholestase, des tumeurs bénignes et malignes, l'hypertrophie du foie ;
- au niveau pulmonaire: le syndrome hépatopulmonaire (entrainant des désaturations qui sont moindres en position allongée que debout), ou l'hypertension artérielle pulmonaire pouvant entrainer des syncopes voire des morts subites ;
- au niveau rénal: des répercussions sur la filtration des reins ;
- au niveau cardiaque et vasculaire : la cardiomégalie, l'hypertrophie du muscle cardiaque ;

- au niveau neurologique: l'encéphalopathie[5] des troubles de la concentration, des crises épileptiques[6] ;
- au niveau endocrininologique : les patients peuvent présenter avec des hypoglycémies, une grande taille, une insulinorésistance, et d’autres anomalies[7] ;
- d’autres malformations associées aux SPSC ont été rapportées comme : les cardiopathies congénitales, les angiomes cutanés, des anomalies de position des organes, ou d’autres malformations congénitales.

Chez l'adulte, la découverte d'un SPSC est souvent fortuite mais peut aussi être détecté en raison d'une ou plusieurs complications importantes,,, telle que l'encéphalopathie hépatique et le syndrome hépatopulmonaire. Ces complications sont généralement causées par une dérivation porto-systémique à long terme et sont plus souvent observées chez les enfants.

## Classification

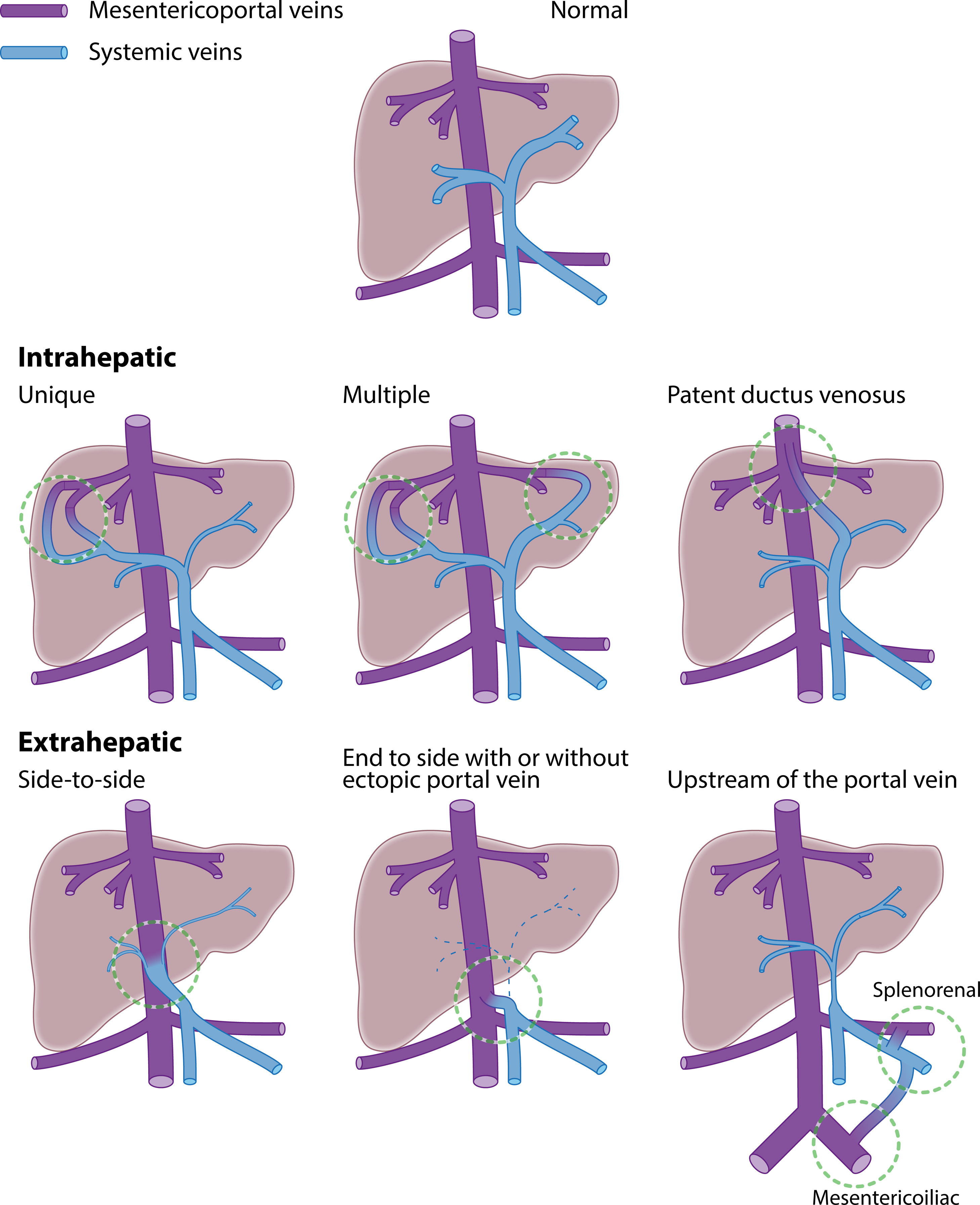
Le schéma illustre les différents types de shunts les plus fréquents.

Il existe deux types de shunts porto-systémiques congénitaux : les shunts extra-hépatiques et les shunts intra-hépatiques. Le shunt extra-hépatique, comme son nom l'indique, se situe à l’extérieur du foie, ce shunt permet une communication anormale entre la veine porte (ou une de ses veines afférentes) et la veine cave, et leur classification est déterminée par la présence ou pas du flux portal vers le foie. Le shunt intra-hépatique se situe à l'intérieur du foie, il constitue une communication d'une branche de la veine porte et la veine sus-hépatique ou la veine cave inférieure ou alors se représente par la persistance du ductus venosus. Chaque type de shunt peut être classé en sous-groupe en fonction de divers paramètres anatomiques tels que la localisation, la configuration, le nombre et la taille des shunts impliqués. Il se peut aussi que différents types de SPSC se combinent.

## Traitement
À la suite de la découverte d'un SPSC chez un enfant, il est important de s'assurer que le shunt n'est pas la conséquence d'une hypertension portale, ou d'un hémangiome hépatique, qui nécessiteraient un traitement spécifique et différent d’un SPSC. Une fois que la nature congénitale et isolée du shunt a été établie, la recommandation est généralement la fermeture par radiologie interventionnelle ou chirurgicale.

## Projets de recherche en cours
The International Registry of Porto-Systemic Shunts (IRCPSS) est un registre élaboré par une équipe internationale, constituée de spécialistes des maladies vasculaires du foie et d'experts dans d’autres spécialités dans le but de mieux comprendre les causes sous-jacentes, ainsi que les signes et symptômes des SPSCs et leur traitement. Son siège est à Genève aux Hôpitaux Universitaires de Genève. L'objectif principal de ce registre est de mieux identifier les patients qui risqueraient de développer des complications et de leur offrir une prise en charge médicale standardisée et personnalisée.